# Vnetje sinusov
Vnetje sinusov oz. sinuzitis je vnetje sluznice obnosnih votlin, ki jih lahko povzročajo bakterije, glivice, virusi, alergije ali avtoimunske bolezni. Glede na čas trajanja razlikujemo akutno in kronično vnetje.

## Akutno in kronično vnetje
Akutno vnetje sinusov je vnetje, ki traja manj kot štiri tedne. Najpogosteje nastane kot posledica virusnega prehlada, ki vodi do vnetja in poškodbe sluznice sinusov, na kateri se začnejo razmnoževati bakterije, ki so tu prisotne. To so v večini primerov Haemophilus influenzae, Streptococcus pneumoniae, Staphylococcus aureus in Moraxella catarrhalis. Manj pogosti vzrok akutnega vnetja je glivična okužba. Pojavi se lahko pri ljudeh z oslabljenim imunskim sistemom, ki jim je druga bolezen zelo izčrpala celoten organizem.
Kronično vnetje se običajno razvije kot posledica astme, alergije na vzroke iz okolja, uporabe raznih zdravil, iritacij ... in traja več kot šest tednov.

## Simptomi
- zamašen nos ali izcedek iz nosu
- kašelj
- povišana temperatura
- izguba voha
- občutek slabosti
- glavobol